# Slobodan Nikić
Slobodan Nikić (Zrenjanin, 25. siječnja 1983.), srbijanski vaterpolist, igrač istanbulskog Galatasaraya (prije beogradske Crvene zvezde). Visok je 194 cm i težak 105 kg. Kao igrač Ferencvárosa u sezoni 2018./19. osvojio je naslov prvaka Europe.